# Mukabuye
Mukabuye är ett vattendrag i Burundi.   Det ligger i provinsen Cankuzo, i den nordöstra delen av landet, 130 km öster om huvudstaden Bujumbura.
I omgivningarna runt Mukabuye växer huvudsakligen savannskog. Runt Mukabuye är det ganska tätbefolkat, med 93 invånare per kvadratkilometer.